# West Coast offense
La West Coast offense o Attacco "West Coast" è un sistema d'attacco del football americano inventato da Bill Walsh, consistente nel controllo del gioco di passaggio attraverso disciplina nella corsa delle tracce, massimo timing tra quarterback e giocatore che riceve e - in base al personale a disposizione - un gioco con alta percentuale di completi che si può sviluppare prevalentemente in orizzontale o in verticale.

## Storia
Walsh iniziò a mettere in pratica il sistema a partire dal 1966, quando gli Oakland Raiders gli offrirono un posto di assistant all'Offensive coordinator Sid Gillman, che lo indottrino sul gioco aereo dei Raiders, e da Al Davis, che era assistente di Gillman. Nel 1968 la nuova franchigia dei Cincinnati Bengals gli offrì la possibilità di allenare quarterback e wide receiver e qui riuscì a mettere alla prova una delle sue prime teorie offensive: costruire i quarterback in base a degli allenamenti particolari ed a lunghe sessioni di film. Nel 1969 Greg Cook diventò il quarterback rivelazione del campionato e quando l'anno successivo ebbe un grave incidente che lo costrinse prematuramente al ritiro, Virgil Carter lo sostituì diventando il più accurato della Lega.
Ken Anderson fu il primo quarterback scelto personalmente da Walsh a Cincinnati. Con un buon fisico, circa 187 cm per 95 kg, Anderson diventò titolare nel 1972, e nel 1974 e 1975 vinse la classifica per il miglior quarterback del campionato. Dopo cinque anni di convivenza Anderson era diventato così perfetto nei movimenti che Walsh riprese i loro allenamenti per mostrarli poi ai suoi futuri allievi, enfatizzando il gioco di passaggi ad alta percentuale di completi, un passing game a basso rischio di intercetti, implementando un attacco che gli permetteva di controllare più strettamente la palla come si faceva con il gioco di corsa, muovendo diversi giocatori verso la difesa avversaria e non subendola passivamente. Per fare questo occorre tuttora un quarterback in grado di leggere un gioco in divenire e disciplina dei ricevitori nei compiti dati e nelle tracce da seguire.
Nel 1976 Walsh ritornò in California andando a fare l'assistente di Tommy Prothro ai San Diego Chargers, dove rimase un solo anno per diventare HC alla Stanford University, continuando a costruire quarterback efficienti. Nel 1979 i San Francisco 49ers lo assunsero come head coach e nel terzo giro del draft di quell'anno, Walsh scelse Joe Montana che con l'attacco di Walsh vinse tre Super Bowl negli anni seguenti.
Nella decade successiva molte altre squadre cominciarono ad utilizzare lo stesso efficace sistema offensivo e per farlo assunsero i collaboratori di Walsh. Fu così che Paul Hackett, figlio di uno scienziato ed assistente di Walsh, partendo da Cleveland, era passato a San Francisco per poi andare all'Università di Pittsburgh e poi ai Kansas City Chiefs a fare l'offensive coordinator per poi diventare il capo allenatore della University of Southern California. Ma era soltanto l'inizio e nel giro di un decennio si moltiplicarono gli allenatori provenienti dal "coaching tree" di Walsh: Steve Mariucci, Mike Holmgren, Mike Shanahan, Jay Gruden.
L'arrivo di Jerry Rice a San Francisco portò in dote la sua velocità e quindi la possibilità di andare in verticale. Nei primi anni di Montana il gioco di passaggio si sviluppava quasi esclusivamente in orizzontale, e la squadra contava sulla mobilità del suo quarterback, con Rice si aggiunse la possibilità di aggiungere l'altra dimensione, quella che gli avrebbe permesso di giungere ai titoli che i 49ers vinsero nel periodo.